# Casa Conejo
Casa Conejo è un census-designated place (CDP) degli Stati Uniti d'America situato in California, nella contea di Ventura.